# گیاه فرچه
کابومبا (نام علمی: Cabomba) نام یک سرده از گیاهان گلدار است.

## گونه‌ها
- کابومبا آکوآتیکا Aubl. (fanwort)
- کابومبای سبز آسا گری ("Green Cabomba")
- کابومبای قرمز Schult. & Schult.f. ("Red Cabomba")
- Cabomba haynesii Wiersema
- Cabomba palaeformis Fassett